# Thymeleaf
Thymeleaf是一个Java XML / XHTML / HTML5 模板引擎 ，可以在Web（基于servlet ）和非Web环境中工作。它更适合在基于MVC的Web应用程序的视图层提供XHTML / HTML5，但它甚至可以在脱机环境中处理任何XML文件。它提供完整的Spring Framework。 
在Web应用程序中，Thymeleaf旨在成为JavaServer Pages（JSP）的完全替代品，并实现自然模板的概念：模板文件可以直接在浏览器中打开，并且仍然可以正确显示为网页。 
Thymeleaf是 开源软件、许可下 Apache许可证2.0。

## 功能
从该项目的网站：
- 用于XML ， XHTML和HTML5的 Java 模板引擎 。
- 适用于Web和非Web（离线）环境。  没有硬依赖Servlet API。
- 基于称为方言的模块化特征集。 
  - 方言特征（例如：评估，迭代等）通过将它们链接到模板的标签和/或属性来应用。
  - 开箱即用的两种方言：Standard和SpringStandard（适用于Spring MVC应用程序，与标准语法相同）。
  - 开发人员可以扩展和创建自定义方言。
- 几种模板模式： 
  - XML ：验证DTD与否。
  - XHTML 1.0和1.1 ：是否针对标准DTD进行验证。
  - HTML5 ：XML格式的代码和基于遗留的HTML5。  传统的非XML代码将自动清理并转换为XML格式。
- 完整（和可扩展）的国际化支持。
- 可配置的高性能解析模板缓存 ，可将输入/输出降至最低。
- 自动DOCTYPE转换 - 从模板DTD到结果DTD-用于（可选）验证模板和结果代码。
- 极易扩展：如果需要，可以用作模板引擎框架。
- 完整的文档，包括几个示例应用

## Thymeleaf的例子
下面的例子产生一个HTML5表的行为每个项目的一个 列表<产品> 变量 所有产品.
```
<
table
>

  
<
thead
>

    
<
tr
>

      
<
th
 
th:text
=
"#{msgs.headers.name}"
>
Name
</
th
>

      
<
th
 
th:text
=
"#{msgs.headers.price}"
>
Price
</
th
>

    
</
tr
>

  
</
thead
>

  
<
tbody
>

    
<
tr
 
th:each
=
"prod : ${allProducts}"
>

      
<
td
 
th:text
=
"${prod.name}"
>
Oranges
</
td
>

      
<
td
 
th:text
=
"${#numbers.formatDecimal(prod.price,1,2)}"
>
0.99
</
td
>

    
</
tr
>

  
</
tbody
>

</
table
>

```

这段代码包括：
- 国际化表现形式：  #{...}rh
- 变量/模型的属性评估表:  ${的。中。中。 }
- 实用功能：  #数字。formatDecimal(中。中。中。 )

此外，这个片段(X)HTML代码可以被完全显示通过浏览器作为一个原型，没有正在进行处理：它是一个 自然的模板中。

## 参見
- 模板引擎（网络）
- JavaServer Pages
- Spring框架
- FreeMarker
- Apache Velocity
- 模板属性语言

## 外部連結
- Thymeleaf（页面存档备份，存于）